# Calamoneta urata
Calamoneta urata là một loài nhện trong họ Miturgidae.
Loài này thuộc chi Calamoneta. Calamoneta urata được Christa L. Deeleman-Reinhold miêu tả năm 2001.